# Fu-ťien (2022)
Fu-ťien (jinak též typ 003, čínsky pchin-jinem Fújiàn, znaky zjednodušené 福建) je letadlová loď Námořnictva Čínské lidové osvobozenecké armády koncepce CATOBAR. Je to první čínská letadlová loď kompletně navržená a postavená domácími loděnicemi. První čínská letadlová loď Liao-ning totiž vznikla přestavbou nedokončeného plavidla Varjag a druhá Šan-tung byla jeho vylepšenou kopií. O stavebním programu čínských letadlových lodí nebylo zveřejněno příliš informací. Dle serveru The Diplomat je jeho cílem vývoj ekvivalentu amerických letadlových lodí s jaderným pohonem, není však znám časový horizont těchto plánů. Zároveň se předpokládá, že letadlová loď typu 003 bude stavěna ve více, než jednom kuse.
Letadlová loď typu 003 se svými rozměry blíží americké třídě Nimitz. Čína je tak druhou zemí po USA, která staví letadlové lodě této velikosti. Jedná se o největší válečné plavidlo s konvenčním pohonem.  1. května 2024 plavidlo zahájilo námořní zkoušky ve Východočínském moři. Zařazení letadlové lodě Fu-ťien do služby je očekáváno přibližně v roce 2025.

## Pozadí vzniku

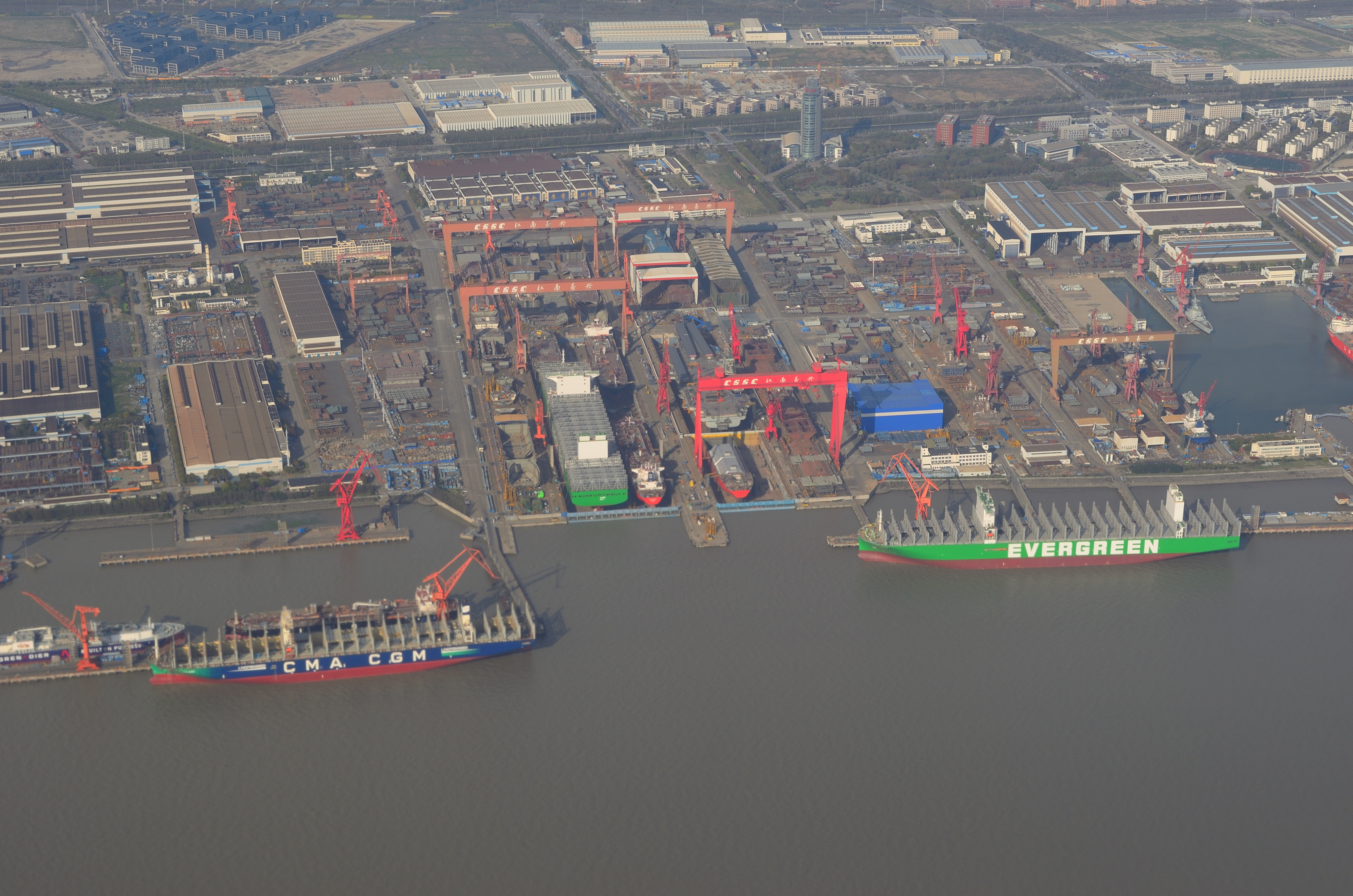
Rozestavěná letadlová loď Fu-ťien v roce 2022

Stavba letadlové lodě Fu-ťien probíhala v loděnici Jiangnan v Šanghaji. Kýl byl položen v listopadu 2018. Kvůli čínskému utajování byl postup stavby odhadován ze satelitních fotografií. Přesun hotových stavebních bloků do suchého doku byl zaznamenán v červenci 2020, přičemž v září 2020 byl trup plavidla v pokročilé fázi kompletace. Plavidlo bylo na vodu spuštěno 17. června 2022.

## Konstrukce
Zatímco první dvě čínské letadlové lodě Liao-ning a Šan-tung byly typu STOBAR (palubní letouny startují pomocí skokanského můstku a přistávají s pomocí záchytných lan), Fu-ťien představuje první čínské plavidlo navržené dle výkonnější koncepce CATOBAR. Její palubní letouny startují pomocí katapultu a přistávají s pomocí záchytných lan. Původní plány počítaly s vyvíjenými parními katapulty. V roce 2017 bylo rozhodnuto použít moderní systém elektromagnetického katapultu se třemi startovacími dráhami (obdobně jako mají americké letadlové lodě třídy Gerald Ford). To umožňuje provoz výkonnějších letounů nesoucích těžší náklad. Mimo jiné tak budou moci z paluby startovat i letouny včasné výstrahy Xi'an KJ-600. Oproti předchozím je typ 003 také výrazně větší. Jeho délka je dle satelitních snímků odhadována na 300 metrů, což se blíží délce amerických letadlových lodí. Plný výtlak plavidla je odhadován na 85 000 tun.
Při svém spuštění už měla na palubě čtveřici hlavňových systémů blízké obrany H/PJ-11, které jsou vyzbrojeny 30mm rotačními kanóny. Další částí výzbroje tvoří čtveřice raketového protivzdušného systému HQ-10. Senzory a elektronika, stejně tak konvenční pohon jsou unifikovány s torpédoborci Type 055. Plavidlo disponuje multifunkčním radarem H/LJG-346B.
Leteckou skupinu by dle odhadů mělo tvořit okolo 50 strojů. Kromě letounů včasné výstrahy Xi'an KJ-600, zejména palubní stíhací letouny Shenyang J-15, transportní vrtulníky Changhe Z-18 a Harbin Z-20 a protiponorkové a záchranné Z-9 Chaj-tchun. Odhady do budoucna počítají se stíhacími letouny Shenyang FC-31 a také bezpilotními letouny.